# Іванов Олександр Вікторович
Олександр Вікторович Іванов (біл. Аляксандр Віктаравіч Іваноў; 29 жовтня 1994), також відомий під псевдонімом Ivan (Айвен) — білоруський проросійський співак. 2016 року представляв Білорусь на Пісенному конкурсі Євробачення 2016 у Стокгольмі, Швеція з піснею «Help You Fly».

## Біографія
Олександр Іванов народився 29 жовтня 1994 року в Гомелі. Його батько і брат теж музиканти. Коли йому було вісім років, він почав вчитися у музичній школі, де він грав на гітарі й співав.
2009 року Олександр пройшов кастинг на Mass Medium Fest. Після цього він переїхав до Санкт-Петербургу разом зі своїм гуртом Ivanov, який був створений ще в Гомелі. З цим гуртом співак записав чотири пісні: «Продолжая путь», «Где», «На встречной полосе» и «Белая душа».
2013 року Іванов брав участь у другому сезоні російського телешоу Битва хорів, де він співав разом із Санкт-Петербурзьким хором під керуванням Віктора Дробиша. Цей хор зайняв друге місце на конкурсі.
2014 року Олександр переміг на конкурсі П'ять зірок у Ялті, що надало йому право представляти Росію на конкурсі Інтербачення. Однак, проведення фестивалю було скасовано.
2015 року співак став учасником російського телешоу Головна сцена, де він зайняв друге місце.
Після участі в цьому телешоу продюсером Іванова став Віктор Дробиш. Перша пісня співака, «Крест и ладонь», була написана Дробишем. Зараз співак записує свій перший альбом.
У 2015 році білоруське телебачення опублікувало список десяти артистів, що пройшли попередній відбір для участі на Національному відборі Білорусі на Пісенний конкурс Євробачення 2016. Олександр Іванов значився в цьому списку з піснею «Help You Fly» (Допомагаю тобі літати). Перед фіналом відбору співак взяв собі псевдонім Ivan, яке, на його думку, символізує слов'янського богатиря Івана і середньовічного лицаря Айвенго.
22 січня 2016 року Олександр Іванов під псевдонімом «Ivan» виступив під сьомим номером у фіналі білоруського відбору з піснею «Help You Fly». За правилами конкурсу цього року, переможця вибирають виключно телеглядачі. Іван перемагає на відборі з 23 167 голосів, що надає йому право представляти Білорусь на Євробаченні 2016.

## Санкції
Іванов Олександр публічно закликав до агресивної війни, виправдав і визнавав законною збройну агресію Росії проти України, тимчасову окупацію території України.